# Seiche
Seiche – rzeka we Francji, przepływająca przez tereny departamentów Ille-et-Vilaine oraz Mayenne, o długości 97,3 km. Stanowi lewy dopływ rzeki Vilaine.